# 佐洛聖格羅特區

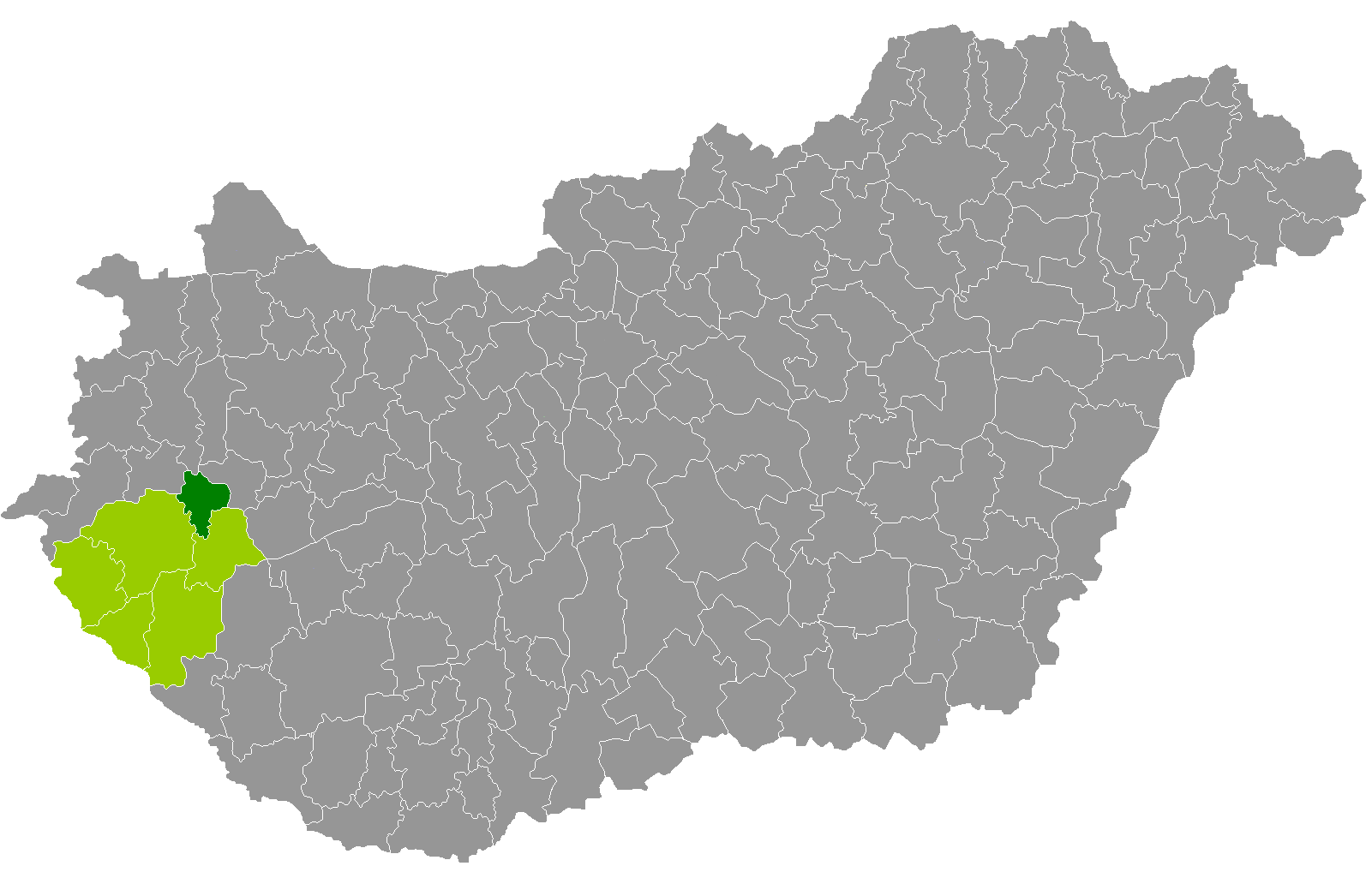

佐洛聖格羅特區（匈牙利語：Zalaszentgróti járás），是匈牙利佐洛州的一個區，位於該國西部，区府設於佐洛聖格羅特，面積283平方公里，2011年人口15,509，人口密度每平方公里55人。

## 市镇
佐洛聖格羅特區包含一个城镇和19个村庄。